# Gerard I van Durbuy

Wapenschild van Gerard van Durbuy.

Gerard I van Durbuy (voor 23 november 1223 - 28 februari 1303) was de tweede oudste zoon van Walram III, hertog van Limburg en Ermesinde I, gravin van Luxemburg, en was graaf van Durbuy van 1247 tot aan zijn dood, alsook heer van Roussy en de ban van Villance.

## Huwelijk en nageslacht
Hij huwde voor 1259 met Mechthilde van Kleef, dochter van Diederik van Kleef, heer van Dinslaken en Elizabeth van Brabant. Zij hadden verscheidene kinderen:
- Ermesinde (- 1272), getrouwd met Gerard V, graaf van Blankenheim (- na 1309)[4]
- Catherine (- 26 september 1328 (?)), getrouwd met 1) Albert, heer van Voorne (- 1287)[4] en 2) Wolfert I van Borselen (- 1299)
- Agnes
- Marie
- Mathilde, vrouwe van Melin, getrouwd met Boudewijn van Hénin, heer van Fontaine-l'Évêque
- Pentecoste, getrouwd met Willem van Mortagne, heer van Rumes (1268, - 1302)
- Isabelle, vrouwe van Roussy, getrouwd met Hendrik II graaf van Grandpré, heer van Houffalize en Livry
- Margerite (- 1291), getrouwd met Jan III, heer van Gistel (- 1315)[5]

In 1304, na het overlijden van Gerard van Durbuy, stonden zijn dochters hun aanspraak op Durbuy af aan hun neef Hendrik VII, graaf van Luxemburg.

## Bron
- Dit artikel of een eerdere versie ervan is een (gedeeltelijke) vertaling van het artikel Gérard_Ier_de_Durbuy op de Franstalige Wikipedia, dat onder de licentie Creative Commons Naamsvermelding/Gelijk delen valt. Zie de bewerkingsgeschiedenis aldaar.